# Championnats de Belgique de BMX
Pour les articles homonymes, voir Championnats de Belgique de cyclisme.
Les Championnats de Belgique de BMX sont des compétitions ouvertes aux coureurs de nationalité belge. Ils sont organisés chaque année pour les hommes et les femmes, afin d'attribuer les titres de champion de Belgique. Chaque titre est attribué sur une course unique.
Le champion de Belgique porte le maillot distinctif jusqu'aux championnats de Belgique suivants.

## Palmarès
| Année | Lieux        | Hommes            | Femmes          |
| ----- | ------------ | ----------------- | --------------- |
| 2007  |              | Toon Jacobs       |                 |
| 2008  | Massenhoven, |                   |                 |
| 2009  | Aarschot     | Arnaud Dubois     |                 |
| 2010  | Zolder       | Arnaud Dubois     | Elke Vanhoof    |
| 2011  | Massenhoven  | Arnaud Dubois     | Elke Vanhoof    |
| 2012  | Dessel       | Arnaud Dubois     | Elke Vanhoof    |
| 2013  | Zolder       | Arnaud Dubois     | Elke Vanhoof    |
| 2014  | Massenhoven  | Gino Vandeweyer   | Elke Vanhoof    |
| 2015  | Massenhoven  | Wouter Segers     | Elke Vanhoof    |
| 2016  | Keerbergen   | Mathijs Verhoeven | Elke Vanhoof    |
| 2017  | Zolder       | Mathijs Verhoeven | Elke Vanhoof    |
| 2018  | Dessel       | Ruben Gommers     | Elke Vanhoof    |
| 2019  | Blegny       | Wouter Segers     | Marthe Goossens |
| 2020  | Ravels       | Ruben Gommers     | Elke Vanhoof    |
| 2021  | Massenhoven  | Ruben Gommers     | Bo Van Tiggel   |
| 2022  | Quaregnon    | Ruben Gommers     |                 |
| 2023  | Dessel       | Wannes Magdelijns |                 |
| 2024  | Zolder       | Wannes Magdelijns | Aiko Gommers    |